# آرون بول
آرون بول ستورتيفانت (بالإنجليزية: Aaron Paul Sturtevant؛ مواليد 27 أغسطس 1979) هو ممثل أمريكي اشتهر يتجسيد شخصية جيسي بينكمان في مسلسل إيه إم سي اختلال ضال (2008–2013)، والذي حصل على العديد من الجوائز، بما في ذلك جائزة تلفزيون اختيار النقاد لأفضل ممثل مساعد في مسلسل درامي (2014)، وجائزة القمر الصناعي لأفضل ممثل مساعد – مسلسلات أو دراما تلفزيونية أو فيلم تلفزيوني (2013)، وجائزة الإيمي برايم تايم لأفضل ممثل مساعد في مسلسل درامي. جعله هذا واحدًا من ممثلين اثنين فقط فازا بالفئة الأخيرة ثلاث مرات (2010، 2012، 2014) منذ فصلها إلى الكوميديا والدراما. كما حصل على جائزة زحل لأفضل ممثل مساعد على التلفزيون ثلاث مرات (2009، 2011، 2013)، أكثر من أي ممثل آخر في تلك الفئة. أعاد تمثيل دور جيسي بينكمان بعد ست سنوات من نهاية للمسلسل في فيلم نتفليكس إل كامينو: بريكنغ باد موفي وخلال الموسم الأخير من المسلسل المشتق من الأفضل الاتصال بسول في عام 2022، وحصل على المزيد من الإشادة من النقاد.

## النشأة
وُلِد آرون بول ستورتيفانت في إيميت، أيداهو، في 27 أغسطس 1979، وهو الأصغر من بين أربعة أطفال ولدوا لدارلا (ني هاينز) والقس المعمداني روبرت ستورتيفانت. ولد مبكرا قبل اوانه بشهر في حمام والديه. نشأ وهو يشارك في مسرحيات الكنيسة. تخرج في عام 1997 من مدرسة المئوية الثانوية في بويسي، أيداهو، وبعد ذلك قاد سيارته إلى لوس أنجلوس في سيارته تويوتا كورولا عام 1982 مع والدته ومدخرات قدرها 6000 دولار. بعد وقت قصير من وصوله إلى لوس أنجلوس، ظهر في حلقة من برنامج مسابقات سي بي إس السعر صحيح، الذي تم بثه في 3 يناير 2000. ظهر باسمه الحقيقي، ولعب وخسر لعبة التسعير الخاصة به وزاد عرض الأسعار على عرضه. كما عمل كمرشح للسينما في يونيفرسال بيكشرز في هوليوود.

## الملاحظات
1. ↑  بدءًا من الموسم الثاني من المسلسل ، تم ترشيح بول كل عام ليكون مؤهلاً، بإجمالي خمس مرات: 2009 و2010 و2012 و2013 و2014.

## وصلات خارجية
- آرون بول في قاعدة بيانات الأفلام على الإنترنت (بالإنجليزية)
- آرون بول في موقع الطماطم الفاسدة (بالإنجليزية)
- "آرون بول يناقش اختلال ضال". AMC. مؤرشف من الأصل في 2009-03-13. (بالإنجليزية)